# Preet Chandi

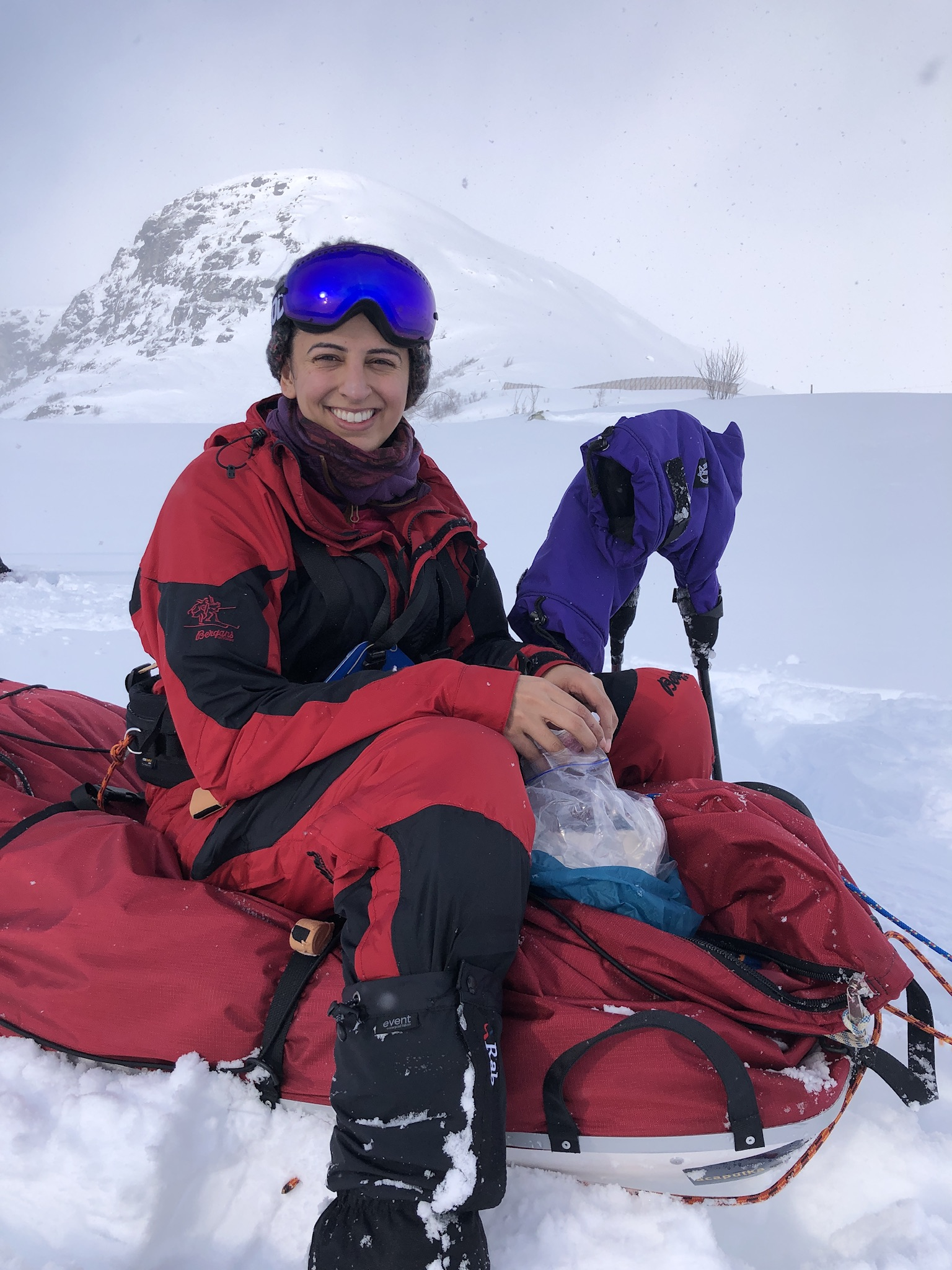
Preet Chandi, 2021

Preet Chandi MBE (* 7. Februar 1989 in Derby) ist eine britische Physiotherapeutin, Sanitätsoffizierin der British Army sowie Ausdauer- und Extremsportlerin. 2023 schaffte sie die längste, allein durchgeführte Polar-Expedition einer Frau weltweit, bei der sie auf Langlaufskiern und ohne Fremdhilfe von der Küste der Antarktis zum Südpol und darüber hinaus lief.

## Familie und Ausbildung
Preet Chandi wuchs mit ihrer Mutter Jas Basra und ihren älteren Brüdern Pard und Jag in einer indischen Sikh-Gemeinde in Derby auf. Ihre weitverzweigte Familie stammt aus dem nordindischen Bundesstaat Punjab und gehört ebenfalls zur Religionsgruppe der Sikh. Im Alter von 14 Jahren begann sie Tennis zu spielen und ging erst auf eine Tennisakademie in Surrey, mit 16 Jahren reiste sie in die Tschechische Republik, wo Jiří Novák eine Tennisschule leitete. Nachdem sie das Interesse am Tennis verloren hatte, kehrte Chandi ins Vereinigte Königreich zurück, um ihre schulische Ausbildung abzuschließen. Chandi wollte Physiotherapie studieren, hatte aber nicht den dazu benötigten Notendurchschnitt im General Certificate of Secondary Education und kein Advanced Level. Über einen Aufnahmekurs war es ihr dennoch möglich, den Studiengang zu belegen.

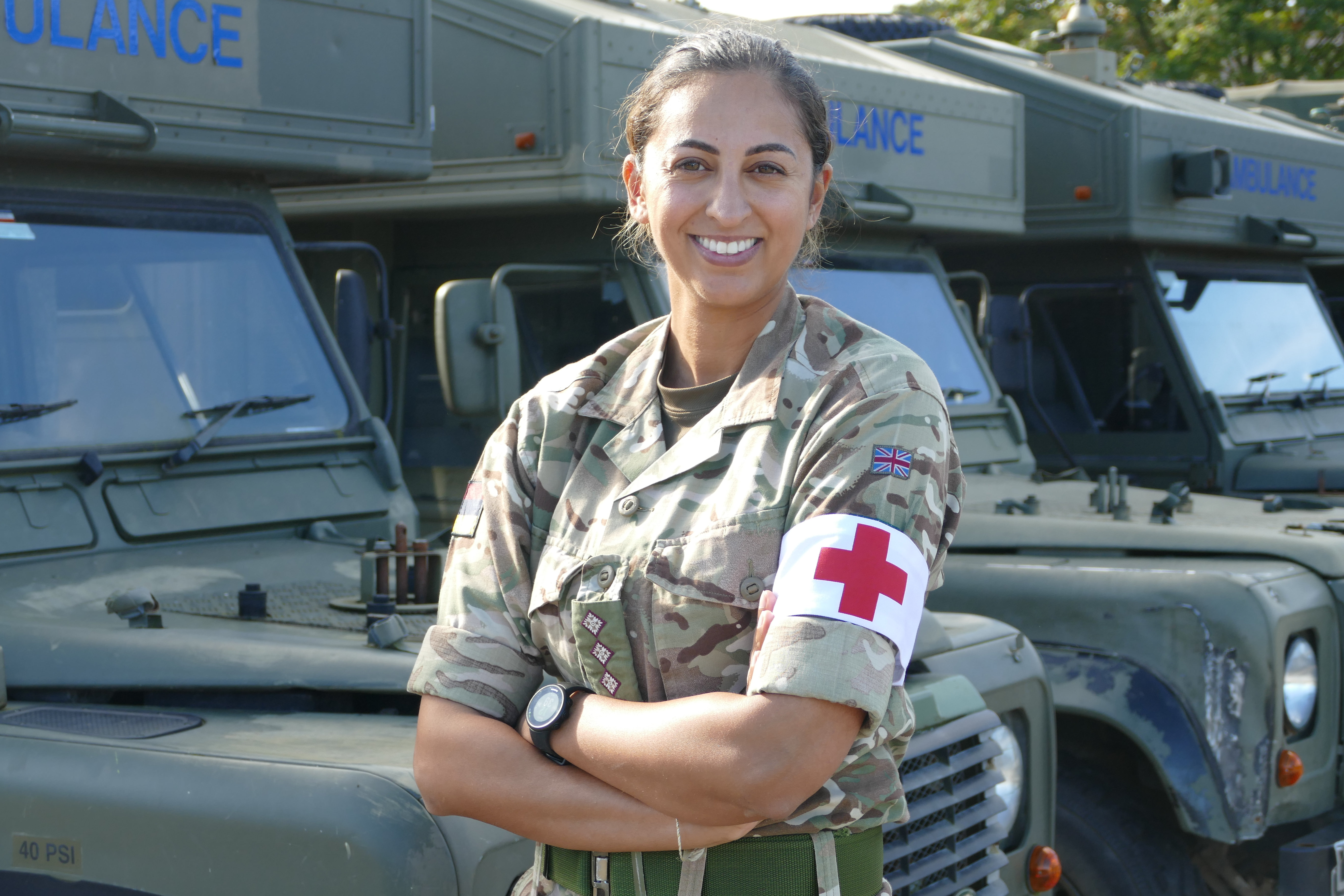
Preet Chandi, 2021

In dieser Zeit trat sie 2008 mit 19 Jahren als Reservistin in das „Royal Army Medical Corps“ der British Army ein. Mit dem Gehalt und Stipendien konnte sie ihr Studium finanzieren, das sie 2012 abschloss. Sie arbeitete beim National Health Service, kündigte ihre Stelle aber nach kurzer Zeit und trat 2016 der „Regular Army“ in Vollzeit als Berufssoldatin bei. Sie wurde in Nepal, Kenia und im Südsudan eingesetzt, wo sie an einer sechsmonatigen UN-Friedenssicherungsmission teilnahm. 2021 war sie als Physiotherapeutin beim „3. Medical Regiment“ und pendelte zwischen ihrer Arbeit in Preston und der Queen Mary’s University in London, wo sie ihren Master in Sport- und Bewegungsmedizin mit Auszeichnung abschloss.

## Sportliche Leistungen und Expeditionen
Chandi nahm an mehreren Marathonläufen und Ultramarathons teil. Sie lief ihren ersten Halbmarathon im Alter von 20 Jahren, danach unter anderem den Dusk till Dawn-Marathon über 50 Meilen im Peak District, 2019 den Marathon des Sables durch die Sahara und 2022 den London-Marathon. Sie absolvierte Wander- und Klettertouren in Kenia, Marokko, Mexiko, den Alpen, Bolivien, Peru, Island, Nepal und vielen anderen Ländern. 2022 erklomm sie in einer Gruppe den Gran Paradiso und den Mont Blanc.

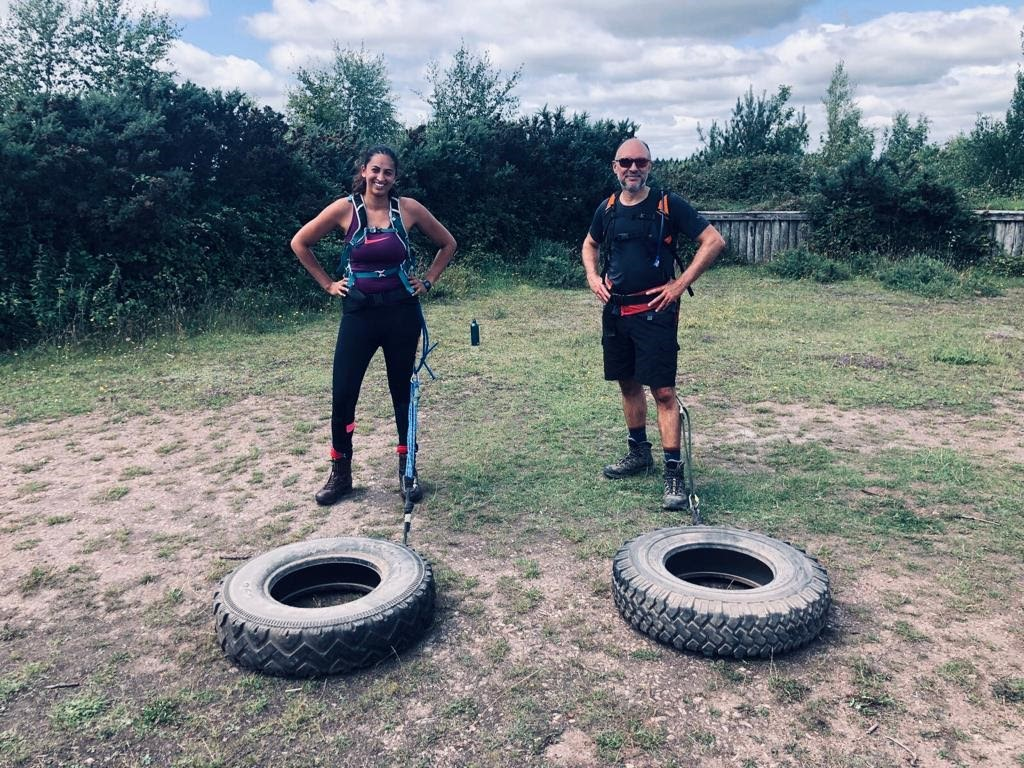
Preet Chandi mit Louis Rudd beim Training

Chandi war vor ihrem Eintritt in die Armee nie zelten oder wandern. Sie verbrachte neben ihrer Arbeit zwei Jahre mit der Planung und dem Training für die Südpol-Expedition im Winter 2022. Sie nahm an mehreren Army Adventurous Training (AT) teil. Ihr erster AT-Kurs war der Sommer-Bergsteiger-Kurs. Um Erfahrung im Skifahren für ihre geplante Polarexpedition zu gewinnen, meldete sie sich zu einem Nordic Foundation-Kurs der AT an. Im Training arbeitete sie mit dem Polarforscher Louis Rudd, der als ehemaliger Armeekapitän 2018 als erster Brite die Antarktis durchquert hatte. Insgesamt absolvierte sie im Durchschnitt sechs Trainingseinheiten pro Woche. Unter anderem gehörte zu ihrem Training neben einer Mischung aus Kraft- und Konditionstraining das Ziehen eines Reifens, um das Ziehen eines Schlittens zu simulieren. Sie trainierte mit dem Schlitten in Island, 2021 im norwegischen Vestland und absolvierte eine 27-tägige Expedition in Grönland, um sich an extreme Wetterbedingungen zu gewöhnen.

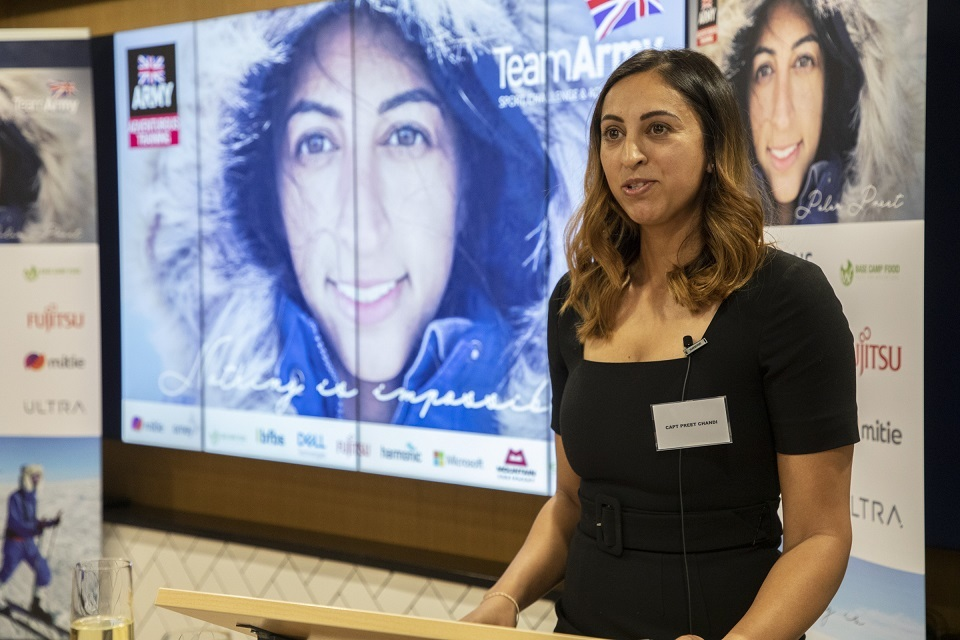
Preet Chandi

Als Motivation für ihre Leistungen nannte Chandi: „Ich will nicht nur die gläserne Decke durchbrechen, ich möchte sie einfach in Millionen Stücke zertrümmern“. Neben dem Ausloten der eigenen Grenzen gehe es auch darum, ein Rollenvorbild für andere zu sein: Drei Jahre vor ihrer ersten Expedition wusste sie noch nicht viel über die Antarktis, und es reizte sie, dorthin zu gehen. „Ich hoffe, etwas zu tun, das mich so weit aus meiner Komfortzone herausgebracht hat, würde andere dazu inspirieren, an sich selbst zu glauben und ihre Grenzen zu erweitern.“ Sie wolle ihnen helfen zu glauben, dass nichts unmöglich sei. Sie selbst schätzte ihr Tun so ein, dass es „für eine asiatische Frau nicht der Norm entspricht. Das ist einer der Gründe, warum ich das tun wollte – für Menschen, die nicht in ein bestimmtes Bild passen“. Chandi sagte, sie hoffe, dass ihre Reise junge Menschen, Frauen und Angehörige ethnischer Minderheiten inspirieren werde, „stolz auf ihre Hautfarbe zu sein und darauf, woher sie kommen“. Sie selbst „habe sehr lange gebraucht, um darauf stolz zu sein“.

### Soloexpedition zum Südpol 2021/2022
Am 7. November 2021 flog Chandi nach Chile und reiste von dort zum Union-Gletscher und weiter zum Hercules Inlet. Von dort lief sie auf Skiern vom 24. November 2021 bis 3. Januar 2022 solo zum Südpol und zog während der Reise einen 90 kg schweren Schlitten. Sie legte mit durchschnittlich 17 Meilen täglich in 40 Tagen 700 Meilen (1100 km) bei Temperaturen von −50 °C und Windgeschwindigkeiten von 60 Meilen pro Stunde zurück. Gegen Ende der Reise litt sie unter Müdigkeit, Erschöpfung und anhaltendem Husten und Übelkeit.
Chandi war zu diesem Zeitpunkt die drittschnellste Frau, die den Kontinent durchwanderte. Sie verpasste nur knapp die Zeit der Schwedin Johanna Davidsson, der schnellsten Frau, die den Kontinent 2016 in 38 Tagen, 23 Stunden und 55 Minuten im Alleingang durchquert hatte.

### Soloexpedition zum Südpol 2022/2023

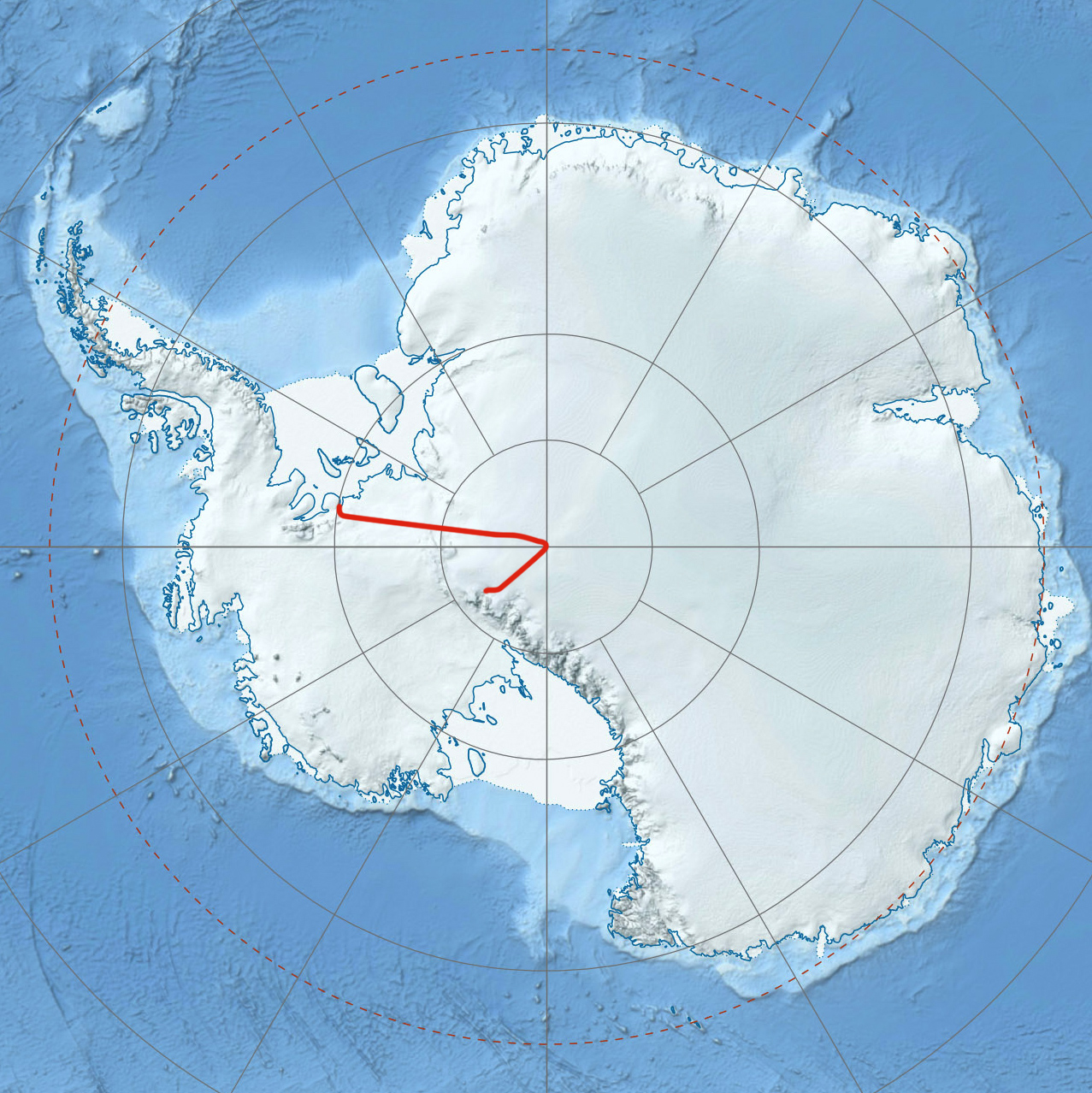
Die 1485 Kilometer lange Route der Expedition Preet Chandis von Hercules Inlet über den Südpol Richtung Reedy-Gletscher

Chandi startete am 13. November 2022 mit Skiern von Hercules Inlet. Sie hatte geplant, die Antarktis vollständig zu durchqueren und den Reedy-Gletscher zu erreichen. Dafür fehlten ihr aber 100 Meilen (etwa 160 Kilometer), die sie wegen schlechten Wetters nicht zurücklegen konnte.
Sie bewältigte in 70 Tagen und 16 Stunden ihren 1485 Kilometer langen Marsch durch Schnee und Eis alleine und mit anfänglich 120 Kilogramm schwerem Gepäck aus Vorräten und Ausrüstung, das sie auf einem Schlitten hinter sich herzog, teilweise bei Temperaturen von bis zu minus 50 Grad. Am 9. Januar 2023 erreichte sie nach 57 Tagen und 694 Meilen (etwa 1117 km) den Südpol und wechselte dann ihren Kurs Richtung Küste. Sie beendete die Tour am 23. Januar 2023 und nahm den letzten Passagierflug aus der Antarktis am 24. Januar. Während der Expedition hatte sie keinen Tag pausiert und zeitweise nur fünf Stunden geschlafen. Sie verlor zwanzig Kilo Körpergewicht und ihr musste danach wegen einer Erfrierung an der Wade Haut vom Oberschenkel transplantiert werden.
Sie stellte mit dieser Reise den Rekord für die längste Expedition in der Antarktis auf, die bisher von einer Frau „solo, unsupported and unassisted“ (zu deutsch in etwa: ‚alleine, ohne Unterstützung von außen und ohne fremde Hilfe‘) unternommen wurde. Damit brach sie nicht nur den 2020 von Anja Blacha aufgestellten Rekord über 1381 Kilometer, sondern auch den des Briten Henry Worsley über 1459,8 Kilometer.

## Auszeichnungen und Ehrungen
Chandi wurde im Rahmen der letzten Birthday Honours von Elisabeth II. im Juni 2022 zum Mitglied des Order of the British Empire (MBE) ernannt und auf Windsor Castle von Prinzessin Anne ausgezeichnet. Für die Expedition 2022/2023 übernahm Prinzessin Kate die Schirmherrschaft.
2022 verlieh ihr die Universität Derby die Ehrendoktorwürde als „Honorary Master“.
Im November 2022 wurde Chandi bei den „Women in Defence Awards“ 2022 mit dem „Woman of the Year Award“ und dem „Inspirational Award“ ausgezeichnet.
Mit dem „Rekord für die längste alleinige, nicht unterstützte Einweg-Polarskireise einer Frau und die insgesamt längste alleinige, nicht unterstützte Einweg-Polarskireise aller Zeiten“ wurde Chandi in das Guinness-Buch der Rekorde 2023 aufgenommen.